# Mika Kallio
Mika Kallio, född 8 november 1982 i Valkeakoski i Finland, är en finländsk roadracingförare. Han har två gånger placerat sig som tvåa i 125GP-klassen, 2005 och 2006, och en gång, 2014, i Moto2-klassen i världsmästerskapen Grand Prix Roadracing. 2008 blev han VM-trea i 250GP.
Kallio gjorde VM-debut 2001 och har under större delen av sin Grand Prix-karriär kört KTM, men 2009-2010 körde han MotoGP för Pramac Racing på en Ducati. Från 2011 till 2015 körde han i Moto2-klassen. Från säsongen 2016 är inte Kallio längre ordinarie Grand Prix-förare utan arbetar istället som testförare hos KTM med deras MotoGP-motorcykel.

## Karriär
Kallio började sin racingkarriär hemma i Finland och blev finsk mästare tre gånger. Säsongen 2001 blev han Europamästare i 125 cm³-klassen och gjorde samma år VM-debut i 125-klassen. Roadracing-VM 2002 körde Kallio en hel säsong för Ajo Motorsport och Honda. Elfteplatsen i VM-sammandraget gjorde honom till bäste nykomling i klassen. Mitt i säsongen 2003 gick Kallio över till KTM och tog sin första pallplats genom andraplatsen i Malaysias Grand Prix. Även detta år blev han elva totalt. 2004 blev något av ett mellanår med många brutna race och andraplatsen i Portugals Grand Prix som enda pallplats.

### Kampen om världsmästartiteln
I roadracing-VM 2005 föll bitarna på plats för Mika Kallio. Han började säsongen med en andraplats i Spaniens GP och tog sin första seger och första pole position i Portugals GP. Ytterligare tre segrar blev det för Kallio, som slogs om VM-titeln med den schweiziske Hondaföraren Thomas Lüthi. Denne vann till slut med en marginal av bara fem poäng.
Inför säsongen 2006 tillhörde Kallio favoriterna, men spanjoren Álvaro Bautista överraskade med en mycket stark körning och vann 8 av 16 Grand Prix samt VM-titeln överlägset. Nästa lika överlägsen tvåa blev Kallio med tre segrar och hela sju andraplatser.

### Upp till 250GP
Säsongen 2007 valde Kallio och KTM att gå upp till 250GP-klassen istället för att ytterligare en gång försöka vinna 125-VM. Läroåret började trögt men efter halva säsongen, i Tysklands Grand Prix, var Kallio snabbast på kvalificeringen och slutade tvåa i loppet. Han följde upp med en tredjeplats följande racehelg i Tjeckien. Första segern i 250-klassen kom i Japan och han vann även säsongens sista deltävling, Valencias GP. Därmed slutade Kallio på sjunde plats i VM-tabellen och ingav förhoppningar om en stark säsong 2008. Han tog ingen seger men blev trea i VM 2008.

### MotoGP
19 oktober 2008 skrev Kallio på kontrakt för Pramac Racing för 2009 tillsammans med Niccolò Canepa. De körde motorcyklar från Ducati. Kallio fortsatte med Pramac-teamet 2010. Några större framgångar nådde Kallio inte. En sjundeplats vardera år är hans främsta resultat i MotoGP-klassen. Till 2011 flyttade Kallio till Moto2. 

### Moto 2
Säsongen 2011 körde Kallio för första gången i Moto2-klassen. Han körde en Suter för det belgiska stallet Marc VDS Racing Team. Kallio inledde med svaga resultat men körde bättre mot slutet av säsongen med andraplatsen i säsongsfinalen i Valencias Grand Prix som höjdpunkt. 2012 bytte Marc VDS motorcykel från Suter till Kalex. Kallio köre stabilt och blev sexa i VM. Roadracing-VM 2013 gick ännu något bättre. Kallio tog sin första Grand Prix-seger sedan 2008 när hann vann Tjeckiens GP på Brnobanan. Han blev fyra i VM. Roadracing-VM 2014 var Kallios nye stallkamrat Tito Rabat favorit till VM-segern och tog också ledningen med en gång. Genom segrarna i Spaniens, Frankrikes och Indianapolis Grand Prix pressade Kallio ner Rabats försprång till endast 7 poäng. Rabat svarade dock starkt och vann de tre följande Grand Prix med Kallio som tvåa i samtliga. Även i de tre deltävlingarna därefter placerade sig Rabat före Kallio och kunde säkra VM-titeln i näst sista racet. Kallio höll undan för Maverick Viñales och slutade tvåa i VM. En dubbelseger för Marc VDS. Trots detta fick inte Kallio fortsatt kontrakt med teamet. Han hade erbjudanden om att gå upp till MotoGP igen, men valde att fortsätta i Moto2 för teamet Italtrans Racing. Kallio kom dock inte överens med 2015 års Kalex-motorcykel och Dunlop-däck. Toppresultaten uteblev. Ett byte till QMMF Racing Team och motorcykel till Speed Up under säsongen förbättrade situationen marginellt. Kallio blev 15:e i VM utan pallplatser.

### Testförare åt KTM
Kallio lämnade Grand Prix-cirkusen efter säsongen 2015 och fick istället jobb som testförare åt KTM för att utveckla deras nya MotoGP-motorcykel som skulle börja tävla 2017. Han genomförde KTM:s debut i MotoGP-klassen som wildcard i 2016 års sista deltävling, Valencias Grand Prix. Kallio fick bryta med tekniska poroblem. Han fortsatte som testförare åt KTM 2017 och gjorde fyra inhopp i VM med tiondeplatsen i KTM:s hemma-Grand Prix i Österrike som bästa resultat. Kallio var testförare även 2018. Som wildcard blev han tia i Spaniens GP men säsongen tog slut genom en allvarlig knäskada Kallio ådrog sig på träningen vid Tysklands GP.

### VM-säsonger
| År   | Klass  | Plac. | Antal race | Poäng | Segrar | Pall- plats | Pole | Snabbaste varv | Märke      | Team                        | Startnr. |
| ---- | ------ | ----- | ---------- | ----- | ------ | ----------- | ---- | -------------- | ---------- | --------------------------- | -------- |
| 2001 | 125GP  | -     | 2          | -     | -      | -           | -    | -              | Honda      |                             |          |
| 2002 | 125GP  | 11    | 16         | 78    | -      | -           | -    | -              | Honda      |                             |          |
| 2003 | 125GP  | 11    | 16         | 88    | -      | 1           | -    | -              | Honda/ KTM |                             |          |
| 2004 | 125GP  | 10    | 16         | 86    | -      | 1           | -    | -              | KTM        |                             |          |
| 2005 | 125GP  | 2     | 16         | 237   | 4      | 10          | 8    | 3              | KTM        |                             |          |
| 2006 | 125GP  | 2     | 16         | 262   | 3      | 11          | 4    | 1              | KTM        |                             |          |
| 2007 | 250GP  | 7     | 17         | 157   | 2      | 4           | 2    | 2              | KTM        |                             |          |
| 2008 | 250GP  | 3     | 16         | 196   | 3      | 6           | 0    | 2              | KTM        |                             |          |
| 2009 | MotoGP | 15    | 16         | 71    | -      | -           | -    | -              | Ducati     | Pramac Racing               | 36       |
| 2010 | MotoGP | 17    | 16         | 43    | -      | -           | -    | -              | Ducati     | Pramac Racing Team          | 36       |
| 2011 | Moto2  | 16    | 16         | 61    | -      | 1           | -    | -              | Suter      | Marc VDS Racing Team        | 36       |
| 2012 | Moto2  | 6     | 17         | 128   | -      | 1           | -    | -              | Kalex      | Marc VDS Racing Team        | 36       |
| 2013 | Moto2  | 4     | 17         | 187   | 1      | 4           | 1    | 1              | Kalex      | Marc VDS Racing Team        | 36       |
| 2014 | Moto2  | 2     | 18         | 289   | 3      | 10          | 3    | 3              | Kalex      | Marc VDS Racing Team        | 36       |
| 2015 | Moto2  | 15    | 18         | 72    | -      | -           | -    | -              | Kalex      | Italtrans Racing            | 36       |
| 2015 | Moto2  | 15    | 18         | 72    | -      | -           | -    | -              | Speed Up   | QMMF Racing Team            | 36       |
| 2016 | MotoGP | -     | 1          | 0     |        |             |      |                | KTM        | Red Bull KTM Factory Racing | 36       |
| 2017 | MotoGP | 24    | 4          | 11    |        |             |      |                | KTM        | Red Bull KTM Factory Racing | 36       |
| 2018 | MotoGP |       | 2          | 6     |        |             |      |                | KTM        | Red Bull KTM Factory Racing | 36       |

## Pallplatser 250GP/Moto2
| Nr    | Grand Prix     | År   |
| ----- | -------------- | ---- |
| 250GP |                |      |
| 1     | Japan          | 2007 |
| 2     | Valencia       | 2007 |
| 3     | Spanien        | 2008 |
| 4     | Kina           | 2008 |
| 5     | Storbritannien | 2008 |
| Moto2 |                |      |
| 6     | Tjeckien       | 2013 |
| 7     | Spanien        | 2014 |
| 8     | Frankrike      | 2014 |
| 9     | Indianapolis   | 2014 |

| Nr    | Grand Prix     | År   |
| ----- | -------------- | ---- |
| 250GP |                |      |
| 1     | Tyskland       | 2007 |
| Moto2 |                |      |
| 2     | Valencia       | 2011 |
| 3     | Tyskland       | 2012 |
| 4     | Frankrike      | 2013 |
| 5     | Japan          | 2013 |
| 6     | Qatar          | 2014 |
| 7     | Tyskland       | 2014 |
| 8     | Tjeckien       | 2014 |
| 9     | Storbritannien | 2014 |
| 10    | San Marino     | 2014 |
| 11    | Malaysia       | 2014 |

| Nr    | Grand Prix  | År   |
| ----- | ----------- | ---- |
| 250GP |             |      |
| 1     | Tjeckien    | 2007 |
| 2     | Qatar       | 2008 |
| 3     | Portugal    | 2008 |
| 4     | Australien  | 2008 |
| Moto2 |             |      |
| 5     | Amerikas GP | 2013 |
| 6     | TT Assen    | 2014 |

## Pallplatser 125GP
| Nr | Grand Prix | År   |
| -- | ---------- | ---- |
| 1  | Portugal   | 2005 |
| 2  | Tyskland   | 2005 |
| 3  | Japan      | 2005 |
| 4  | Valencia   | 2005 |
| 5  | Kina       | 2006 |
| 6  | Holland    | 2006 |
| 7  | Japan      | 2006 |

| Nr | Grand Prix     | År   |
| -- | -------------- | ---- |
| 1  | Malaysia       | 2003 |
| 2  | Portugal       | 2004 |
| 3  | Spanien        | 2005 |
| 4  | Tjeckien       | 2005 |
| 5  | Malaysia       | 2005 |
| 6  | Qatar          | 2005 |
| 7  | Qatar          | 2006 |
| 8  | Frankrike      | 2006 |
| 9  | Storbritannien | 2006 |
| 10 | Tjeckien       | 2006 |
| 11 | Malaysia       | 2006 |
| 12 | Australien     | 2006 |
| 13 | Valencia       | 2006 |

| Nr | Grand Prix | År   |
| -- | ---------- | ---- |
| 1  | Frankrike  | 2005 |
| 2  | Katalonien | 2005 |
| 3  | Portugal   | 2006 |